# Saison 6 d'Arrow
Chronologie
Saison 5 Saison 7
La sixième saison d’Arrow, série télévisée américaine, est constituée de vingt-trois épisodes et diffusée du 12 octobre 2017 au 17 mai 2018 sur The CW, aux États-Unis.

## Synopsis
Quelques mois après l'affrontement explosif avec Adrian Chase sur l'île de Lian Yu, Oliver jongle toujours entre ses responsabilités de maire et sa mission de justicier. Pour l'aider à protéger les habitants de Star City, son équipe reste soudée à ses côtés, même si tout le monde ne s'en est pas sorti indemne du cauchemar vécu sur Lian Yu. Une solidarité d'autant plus précieuse que leurs ennemis ne leur laissent pas de répit. Cayden James, le chef de Helix s'en prend désormais à l'équipe Arrow avec pour but de se venger du justicier en recrutant plusieurs mercenaires et connaissances d'Oliver dont Black Siren.

## Distribution

### Acteurs principaux
- Stephen Amell (VF : Sylvain Agaësse) : Oliver Queen / Green Arrow ; Dark Arrow (épisode 8)
- Katie Cassidy (VF : Anne Tilloy) : Laurel Lance (Terre II) / Black Siren (en)
- David Ramsey (VF : Namakan Koné) : John « Dig » Diggle / Spartan / Green Arrow
- Willa Holland (VF : Kelly Marot) : Thea Queen / Speedy (épisodes 1 et 7 à 16)
- Paul Blackthorne (VF : Loïc Houdré) : L'adjoint puis le nouveau maire Quentin Lance
- Emily Bett Rickards (VF : Aurore Bonjour) : Felicity Smoak / Overwatch
- Echo Kellum (VF : Valentin Merlet) : Curtis Holt / Mr Terrific
- Rick Gonzalez (VF : Paolo Domingo) : Rene Ramirez / Wild Dog
- Juliana Harkavy (VF : Anne O'Dolan) : Dinah Drake / Black Canary

### Acteurs récurrents
- Jack Moore (VF : Victor Quilichini) : William Clayton (16 épisodes)
- Kirk Acevedo (VF : Cyrille Monge) : Ricardo Diaz / Richard Dragon (13 épisodes)
- David Nykl (VF : Jean-Baptiste Marcenac) : Anatoly Knyazev (10 épisodes)
- Michael Emerson (VF : Jean-Luc Kayser) : Cayden James (7 épisodes)
- Sydelle Noel (VF : Corinne Wellong) : Samandra Watson (6 épisodes)
- Kathleen Gati (en) : Raisa (6 épisodes)
- Johann Urb (VF : Vincent Bonnasseau) : Vincent Sobel / Vigilante (5 épisodes)
- Audrey Marie Anderson (VF : Anne Massoteau) : Lyla Michaels (3 épisodes)
- Manu Bennett (VF : David Krüger) : Slade Wilson / Deathstroke (3 épisodes)
- Kacey Rohl (VF : Leslie Lipkins) : Alena (3 épisodes)

### Invités
- Dominic Bogard (VF : Jérôme Pauwels) : Alex Faust (épisodes 1 et 3)
- Anna Hopkins (VF : Olivia Nicosia) : Samantha Clayton (épisode 1)
- Chastity Dotson (VF : Déborah Claude) : Onyx Adams (épisode 3)
- Liam Hall (VF : Stanislas Forlani) : Joe Wilson / Jericho (épisodes 5 et 6)
- Steve Bacic : Sean Sonus (épisodes 5 et 12)
- Teryl Rothery (VF : Monique Nevers) : Jean Loring (épisodes 7, 15 et 21)
- Colin Donnell (VF : Olivier Chauvel) : Tommy Merlyn / Prometheus (Terre-X) (épisodes 8 et 21)
- Charlotte Ross (VF : Anne Rondeleux) : Donna Smoak (épisode 9)
- Tom Amandes (VF : Guy Chapellier) : Noah Kuttler / le Calculateur (épisode 9)
- Colton Haynes (VF : Fabrice Fara) : Roy Harper / Arsenal (épisodes 15 et 16)
- Katrina Law (VF : Laëtitia Laburthe) : Nyssa al Ghul (épisode 16)
- Josh Segarra (VF : Thibaut Lacour) : Adrian Chase / Simon Morrison / Prometheus (épisode 18)
- Pej Vahdat : Sam Armand (épisode 7)

### Invités des séries dérivées ou du même univers
- Melissa Benoist (VF : Zina Khakhoulia) : Kara Danvers / Supergirl ; Overgirl (épisode 8)
- Tom Cavanagh (VF : Serge Faliu) : Dr Harrison « Harry » Wells / Nega-Flash (Terre-2 / Terre-1) (épisode 8)
- Franz Drameh (VF : Eilias Changuel) : Jefferson « Jax » Jackson / Firestorm (épisode 8)
- Victor Garber (VF : Gabriel Le Doze) : Pr Martin Stein / Firestorm (épisode 8)
- Grant Gustin (VF : Alexandre Gillet) : Barry Allen / Flash (épisode 8 )
- Chyler Leigh (VF : Véronique Desmadryl) : Alexandra « Alex » Danvers (épisode 8)
- Caity Lotz (VF : Anne-Charlotte Piau) : Sara Lance / White Canary (épisodes 8 et 23)
- Danielle Panabaker (VF : Marie Diot) : Dr Caitlin Snow / Killer Frost (épisode 8)
- Candice Patton (VF : Jessica Monceau) : Iris West (épisode 8)
- Dominic Purcell (VF : Éric Aubrahn) : Mick Rory / Heat Wave (épisode 8)
- Patrick Sabongui (en) (VF : Nessym Guetat) : le capitaine David Singh (épisode 12)

## Production

### Développement
Le 8 janvier 2017, la série a été renouvelée pour cette sixième saison de vingt-trois épisodes.

### Casting
En mars 2017, après avoir quitté la série à la suite de la mort de son personnage lors de la quatrième saison, Katie Cassidy est annoncée pour faire son retour au sein de la distribution principale lors de cette sixième saison et interprétera la version de son personnage provenant de la Terre-II, Laurel Lance / Black Siren.
En avril 2017, Rick Gonzalez et Juliana Harkavy sont promus au statut d'acteurs principaux durant la sixième saison.
En juillet 2017, l'acteur Manu Bennett est confirmé lors du Comic-Con de San Diego pour revenir en tant que récurrent dans la sixième saison. Le même mois, les producteurs Marc Guggenheim et Wendy Mericle annoncent le recrutement de l'acteur Michael Emerson pour un rôle récurrent. L'acteur Jack Moore reprendra son rôle de William de façon récurrente dans la saison.
En août 2017, l'actrice Sydelle Noel rejoint la série pour un rôle récurrent, elle interprétera Samandra Watson, une agent du FBI chargée de découvrir le lien entre Oliver et Green Arrow. Le producteur Marc Guggenheim révèle que Joe Dinicol reprendra son rôle de Rory Regan / Ragman et que l'actrice Jessica De Gouw devrait revenir dans la deuxième partie de la saison pour reprendre son rôle d'Helena Bertinelli / Huntress. Plus tard, l'acteur Kirk Acevedo a obtenu le rôle récurrent de Richard Dragon, l'antagoniste de la sixième saison.
En septembre 2017, Liam Hall est choisi pour incarner Joe Wilson / Jericho et apparaîtra dans le double épisode consacré à Deathstroke, de son côté l'acteur Colton Haynes a annoncé que son personnage de Roy Harper / Arsenal allait vite réapparaître.
En octobre 2017, la production annonce le retour de la mère de Felicity incarnée par Charlotte Ross lors du dernier épisode diffusé avant la pause hivernale.[réf. nécessaire]
Le 13 décembre 2017, les showrunners annonce le retour du personnage Roy Harper, interprété par Colton Haynes, le temps d'un court arc narratif à partir du quinzième épisode de la sixième saison
Le 21 décembre 2017, le showrunner Marc Guggenheim révèle que Warner a de nouveau bloqué l'utilisation du personnage de Deathstroke interprété par Manu Bennett.
En janvier 2018, les producteurs révèlent le retour de Katrina Law dans le rôle de Nyssa Al Ghul pour le seizième épisode.
En mars 2018, le showrunner Marc Guggenheim confirme le départ de Willa Holland.

### Diffusions
- Aux États-Unis, la saison est diffusée depuis le 12 octobre 2017 sur The CW
- Au Canada, la saison automnale est diffusée en simultané sur la chaîne spécialisée Space puis rediffusée le mercredi suivant sur CTV Two[18]. La saison hivernale est diffusée en simultané sur CTV Two[19].
- En France et en Suisse, du 26 octobre 2017 au 30 mai 2018 sur Netflix[20].
- Au Québec, la saison est diffusée depuis le 3 septembre 2018 sur Ztélé

## Liste des épisodes

### Épisode 1:Les Conséquences
- États-Unis /  Canada : 12 octobre 2017 sur The CW[21] / Space
- France,  Suisse : 26 octobre 2017 sur Netflix[22]
- Québec : 3 septembre 2018 sur Ztélé[23]

- États-Unis : 1,52 million de téléspectateurs[24] (première diffusion)

- Anna Hopkins (Samantha Clayton)
- Dominic Bogard (Alex Faust)
- Kathleen Gati (Raisa)
- Adrian Holmes (Frank Pike)
- Keri Adams (Bethany Snow)

### Épisode 2:Hommage
- États-Unis /  Canada : 19 octobre 2017 sur The CW / Space
- France,  Suisse : 2 novembre 2017 sur Netflix
- Québec : 10 septembre 2018 sur Ztélé

- États-Unis : 1,51 million de téléspectateurs[25] (première diffusion)

- David Nykl (Anatoly)
- Keri Adams (Bethany Snow)
- Venus Terzo (Dr Schwartz)

### Épisode 3:Parent proche
- États-Unis /  Canada : 26 octobre 2017 sur The CW / Space
- France,  Suisse : 9 novembre 2017 sur Netflix
- Québec : 17 septembre 2018 sur Ztélé

- États-Unis : 1,34 million de téléspectateurs[26] (première diffusion)

- Dominic Bogart (Alex Faust)
- Chastity Dotson (Onyx Adams)
- Keri Adams (Bethany Snow)

### Épisode 4:Inversion
- États-Unis /  Canada : 2 novembre 2017 sur The CW / Space
- France,  Suisse : 16 novembre 2017 sur Netflix
- Québec : 24 septembre 2018 sur Ztélé

- États-Unis : 1,33 million de téléspectateurs[27] (première diffusion)

- Michael Emerson (Cayden James)
- Kacey Rohl (Alena)

### Épisode 5:Deathstroke, le retour
- États-Unis /  Canada : 9 novembre 2017 sur The CW / Space
- France,  Suisse : 23 novembre 2017 sur Netflix
- Québec : 1er octobre 2018 sur Ztélé

- États-Unis : 1,29 million de téléspectateurs[28] (première diffusion)

- Liam Hall (Joe Wilson / Jericho)
- Johann Urb  (Vincent Sobel / Vigilante)

- Cet épisode est la première partie du double épisode consacré à Deathstroke.

### Épisode 6:Promesses tenues
- États-Unis /  Canada : 16 novembre 2017 sur The CW / Space
- France,  Suisse : 30 novembre 2017 sur Netflix
- Québec : 8 octobre 2018 sur Ztélé

- États-Unis : 1,28 million de téléspectateurs[29] (première diffusion)

- Liam Hall (Joe Wilson / Jericho)
- Audrey Marie Anderson (Lyla Michaels)

- Cet épisode est la seconde partie du double-épisode consacré à Deathstroke.

### Épisode 7:Thanksgiving
- États-Unis /  Canada : 23 novembre 2017 sur The CW / Space
- France,  Suisse : 7 décembre 2017 sur Netflix
- Québec : 15 octobre 2018 sur Ztélé

- États-Unis : 1,09 million de téléspectateurs[30] (première diffusion)

- Michael Emerson (Cayden James)
- Teryl Rothery (Jean Loring)

- L'épisode réalise la pire audience historique de la série.

### Épisode 8:Terre-X: Le Retour
- États-Unis /  Canada : 27 novembre 2017 sur The CW / Space / CTV Two
- France,  Suisse : 11 décembre 2017 sur Netflix
- Québec : 22 octobre 2018 sur Ztélé

- États-Unis : 2,52 millions de téléspectateurs[31] (première diffusion)

- Colin Donnell (Tommy Merlyn / Prometheus)
- Caity Lotz (Sara Lance / White Canary)
- Victor Garber (Martin Stein / Firestorm)
- Franz Drameh (Jefferson « Jax » Jackson / Firestorm)
- Dominic Purcell (Mick Rory / Heat Wive)
- Melissa Benoist (Kara Danvers / Supergirl)
- Chyler Leigh (Alexandra « Alex » Danvers)
- Grant Gustin (Barry Allen / Flash)
- Candice Patton (Iris West)
- Danielle Panabaker (Caitlin Snow / Killer Frost)
- Tom Cavanagh (Harrison « Harry » Wells / Eobard Thawne / Nega Flash)

- Cet épisode est la deuxième partie du crossover[1], débuté dans l'épisode 8 de la troisième saison de Supergirl suivi de l'épisode 8 de la quatrième saison de Flash et se conclut dans l'épisode 8 de la troisième saison de Legends of Tomorrow.
- Cet épisode réalise la meilleure audience depuis le crossover de l'an dernier.

### Épisode 9:Divergences
- États-Unis /  Canada : 7 décembre 2017 sur The CW / Space
- France,  Suisse : 21 décembre 2017 sur Netflix
- Québec : 29 octobre 2018 sur Ztélé

- États-Unis : 1,3 million de téléspectateurs[32] (première diffusion)

- Charlotte Ross (Donna Smoak)
- Michael Emerson (Cayden James)
- Tom Amandes (Noah Kuttler)

### Épisode 10:Divisés
- États-Unis /  Canada : 18 janvier 2018 sur The CW[33] / CTV Two[19]
- France,  Suisse : 1er février 2018 sur Netflix
- Québec : 5 novembre 2018 sur Ztélé

- États-Unis : 1,38 million de téléspectateurs[34] (première diffusion)

- Louis Ferreira (Jerry Bertinelli)

### Épisode 11:La Chute
- États-Unis /  Canada : 25 janvier 2018 sur The CW / CTV Two
- France,  Suisse : 8 février 2018 sur Netflix
- Québec : 12 novembre 2018 sur Ztélé

- États-Unis : 1,38 million de téléspectateurs[35] (première diffusion)

### Épisode 12:Pour rien
- États-Unis /  Canada : 1er février 2018 sur The CW / CTV Two
- France,  Suisse : 15 février 2018 sur Netflix
- Québec : 19 novembre 2018 sur Ztélé

- États-Unis : 1,24 million de téléspectateurs[36] (première diffusion)

- Kirk Acevedo (Ricardo Diaz)
- David Nykl (Anatoly Knyazev)
- Patrick Sabongui (en) (le capitaine David Singh)

### Épisode 13:La Ruse du diable
- États-Unis /  Canada : 8 février 2018 sur The CW / CTV Two
- France,  Suisse : 22 février 2018 sur Netflix
- Québec : 26 novembre 2018 sur Ztélé

- États-Unis : 1,3 million de téléspectateurs[37] (première diffusion)

### Épisode 14:Le Clash
- États-Unis /  Canada : 1er mars 2018 sur The CW / CTV Two
- France,  Suisse : 15 mars 2018 sur Netflix
- Québec : 3 décembre 2018 sur Ztélé

- États-Unis : 1,11 million de téléspectateurs[38] (première diffusion)

### Épisode 15:Double
- États-Unis /  Canada : 8 mars 2018 sur The CW / CTV Two
- France,  Suisse : 22 mars 2018 sur Netflix
- Québec : 10 décembre 2018 sur Ztélé

- États-Unis : 1,28 million de téléspectateurs[39] (première diffusion)

- Colton Haynes (Roy Harper / Arsenal)

### Épisode 16:La Ligue des assassins
- États-Unis /  Canada : 29 mars 2018 sur The CW / CTV Two
- France,  Suisse : 12 avril 2018 sur Netflix
- Québec : 7 janvier 2019 sur Ztélé[40]

- États-Unis : 1,12 million de téléspectateurs[41] (première diffusion)

- Colton Haynes (Roy Harper / Arsenal)
- Katrina Law (Nyssa Al Ghul)

- Willa Holland quitte la série.

### Épisode 17:Frères d'armes
- États-Unis /  Canada : 5 avril 2018 sur The CW / CTV Two
- France,  Suisse : 19 avril 2018 sur Netflix
- Québec : 14 janvier 2019 sur Ztélé

- États-Unis : 870 000 téléspectateurs[42] (première diffusion)

- Audrey Marie Anderson (Lyla Michaels)

### Épisode 18:Les Fondamentaux
- États-Unis /  Canada : 12 avril 2018 sur The CW / CTV Two
- France,  Suisse : 26 avril 2018 sur Netflix
- Québec : 21 janvier 2019 sur Ztélé

- États-Unis : 1,06 million de téléspectateurs[43] (première diffusion)

- Josh Segarra (Adrian Chase / Prometheus)

### Épisode 19:Le Dragon
- États-Unis /  Canada : 19 avril 2018 sur The CW / CTV Two
- France,  Suisse : 3 mai 2018 sur Netflix
- Québec : 28 janvier 2019 sur Ztélé

- États-Unis : 960 000 téléspectateurs[44] (première diffusion)

- Ashton Holmes (Eric Cartier)
- Gina Ravera (Lydia Cassamento)
- J. Douglas Stewart (Remy Cartier)

### Épisode 20:Changer de camp
- États-Unis /  Canada : 26 avril 2018 sur The CW / CTV Two
- France,  Suisse : 10 mai 2018 sur Netflix
- Québec : 4 février 2019 sur Ztélé

- États-Unis : 870 000 téléspectateurs[45] (première diffusion)

### Épisode 21:Dossierno11-19-41-73
- États-Unis /  Canada : 3 mai 2018 sur The CW / CTV Two
- France,  Suisse : 17 mai 2018 sur Netflix
- Québec : 11 février 2019 sur Ztélé

- États-Unis : 1,1 million de téléspectateurs[46] (première diffusion)

- Colin Donnell
- Wil Traval (Christopher Chance)
- Venus Terzo (Dr Schwartz)

### Épisode 22:Les liens qui unissent
- États-Unis /  Canada : 10 mai 2018 sur The CW / CTV Two
- France,  Suisse : 24 mai 2018 sur Netflix
- Québec : 18 février 2019 sur Ztélé

- États-Unis : 1 million de téléspectateurs[47] (première diffusion)

- Venus Terzo (Dr Schwartz)
- Audrey Marie Anderson (Lyla Michaels)

### Épisode 23:Perpétuité
- États-Unis /  Canada : 17 mai 2018 sur The CW / CTV Two
- France,  Suisse : 31 mai 2018 sur Netflix
- Québec : 25 février 2019 sur Ztélé

- États-Unis : 1,35 million de téléspectateurs[48] (première diffusion)

- Caity Lotz (Sara Lance / White Canary)
- Venus Terzo (Dr Schwartz)